# Алдейя-Гавіня
Алдейя-Гавіня (порт. Aldeia Gavinha; МФА: [aɫ.ˈdɐj.ɐ gɐ.ˈvi.ɲɐ]) — парафія в Португалії, у муніципалітеті Аленкер. Розташована в західній частині країни, на теренах історичної португальської провінції Ештремадура. Входить до складу округу Лісабон. За адміністративним поділом, чинним до 1976 року, терени парафії були складовою провінції Ештремадура. Належить до Лісабонського патріархату Католицької церкви. Патрон — Марія Магдалина. Площа — 8,2543 км². Населення — 1142 ос. (2011). Слабо урбанізований регіон. Густота населення — 138,35 осіб/км²
. Код — 110103.

## Населення
| Кількість мешканців | Кількість мешканців | Кількість мешканців | Кількість мешканців | Кількість мешканців | Кількість мешканців | Кількість мешканців | Кількість мешканців | Кількість мешканців | Кількість мешканців | Кількість мешканців | Кількість мешканців | Кількість мешканців | Кількість мешканців | Кількість мешканців |
| ------------------- | ------------------- | ------------------- | ------------------- | ------------------- | ------------------- | ------------------- | ------------------- | ------------------- | ------------------- | ------------------- | ------------------- | ------------------- | ------------------- | ------------------- |
| 1864                | 1878                | 1890                | 1900                | 1911                | 1920                | 1930                | 1940                | 1950                | 1960                | 1970                | 1981                | 1991                | 2001                | 2011                |
| 875                 | 1 035               | 1 162               | 1 279               | 1 210               | 1 232               | 1 589               | 1 628               | 1 742               | 1 547               | 1 379               | 1 445               | 1 211               | 1 173               | 1 142               |